# سوبرامانيام
سوبرامانيام (31 أغسطس 1985 في ماليزيا - ) هو لاعب كرة قدم ماليزي في مركز الدفاع. شارك مع منتخب ماليزيا لكرة القدم وMalaysia League XI ‏. أما مع النوادي، فقد لعب مع نادي جوهر دار التعظيم ونادي سلاغور ونادي كلنتن وPerak F.C. ‏ وUPB-MyTeam F.C. ‏.

## وصلات خارجية
- سوبرامانيام على موقع Soccerway.com (الإنجليزية)